# Canal de Navarrés
Canal de Navarrés Spanyolországban, Valencia Valencia tartományában található comarca. Canal de Navarrés Costera, Hoya de Buñol, Ribera Alta és El Valle de Cofrentes-Ayora comarcákkal határos. Lakosainak száma 15 755 fő (2024).

## Önkormányzatai
- Anna
- Bicorp
- Bolbaite
- Enguera
- Millares
- Navarrés
- Quesa
- Chella, Valencia